# تالاکان
تالاکان (انگلیسی: Talakan) یک شهرک در بخش بوریسکی استان آمور کشور روسیه است.